# Argent sterling
L'argent sterling est un alliage d'argent contenant 92,5 % en poids d'argent et 7,5 % en poids d'autres métaux, généralement du cuivre. Il a une finesse minimale de 925 millièmes, soit 37⁄40 d'argent.
L'argent fin, par exemple l'argent pur à 99,9 %, est relativement mou, de sorte qu'il est généralement allié au cuivre pour augmenter sa dureté et sa résistance. L'argent sterling est sujet au ternissement, et des éléments autres que le cuivre peuvent être utilisés dans les alliages pour le réduire, ainsi que la porosité des pièces coulées et le tartre. Ces éléments comprennent le germanium, le zinc, le platine, le silicium et le bore.

## Étymologie
L'une des premières attestations du terme est en vieux français « esterlin », dans une charte de l'abbaye des Préaux, datant soit de 1085 soit de 1104. Le chroniqueur anglais Orderic Vitalis utilise les formes latines libræ sterilensium et libræ sterilensis monetæ. Le mot d'origine fait référence au penny d'argent normand nouvellement introduit. L'expression sterilensium ou sterilensis pourrait par exemple faire référence aux termes grecs: stereo (dur) et lenos (pressoir) ou lingo (retentir).
Selon l'Oxford English Dictionary, l'étymologie la plus plausible est la dérivation d'un steorling du vieil anglais (avec ou comme une « petite étoile »), car certains pennies normands anciens étaient frappés avec une petite étoile. Il existe un certain nombre d'hypothèses obsolètes. L'une d'entre elles suggère un lien avec l'étourneau, car quatre oiseaux (en fait des merlettes) étaient représentés sur un penny d'Édouard Ier.
Un autre argument est que la ligue hanséatique est à l'origine de sa définition et de sa fabrication, et qu'en son nom, le nom allemand de la Baltique est « Ost See », et qu'à partir de là, les marchands de la Baltique étaient appelés « Osterlings », ou « Easterlings ». En 1260, Henri III leur accorda une charte de protection. Comme l'argent de la Ligue n'était pas souvent avili comme celui d'Angleterre, les marchands anglais stipulèrent qu'ils devaient être payés en livres des « Easterlings », ce qui fut contracté en livres sterling. La Ligue hanséatique a été officiellement active dans le commerce londonien de 1266 à 1597. Cette étymologie a peut-être été suggérée pour la première fois par Walter de Pinchebek (vers 1300), qui a expliqué que la pièce avait été fabriquée à l'origine par des monnayeurs de cette région. Cette affirmation a également été faite dans le glossaire d'Henry Spelman, « Glossarium Archaiologicum », comme l'indique William Blackstone, dans les Commentaires sur les lois d'Angleterre. Une autre revendication sur cette même hypothèse est celle de William Camden, citée dans le Chamber's Journal of Popular Literature, Science and Arts, Volume 4. En 1854, le lien entre Easterlings et Sterling était bien établi, comme le cite Ronald Zupko dans son dictionnaire des poids.
Le numismate britannique Philip Grierson n'est pas d'accord avec l'étymologie « étoile », car les étoiles n'apparaissent sur les pennies normands que pour l'unique émission de trois ans de 1077-1080 — les Normands changent le dessin des pièces tous les trois ans. L'alternative proposée par Grierson est que sterling dérive de « ster ». signifiant « fort » ou « robuste », par analogie avec le solidus byzantin, connu à l'origine sous le nom de solidus aureus signifiant « or solide » ou « or fiable ». À l'appui de cette affirmation, il cite le fait que l'un des premiers actes des Normands a été de rétablir la monnaie au poids et à la pureté constants qu'elle avait à l'époque d'Offa, roi de Mercie. Cela aurait été perçu comme un contraste avec la dégradation progressive au cours des dernières années, et serait donc une source probable de surnom.
S.E. Rigold conteste l'origine normande, déclarant que « si les pièces britanniques médiévales copient rarement ou sont rarement copiées par celles de France, elles ont de nombreux liens typologiques avec les terres à l'est - les Pays-Bas, la Baltique, l'Allemagne et des régions encore plus profondes de l'Europe centrale ».

## Histoire

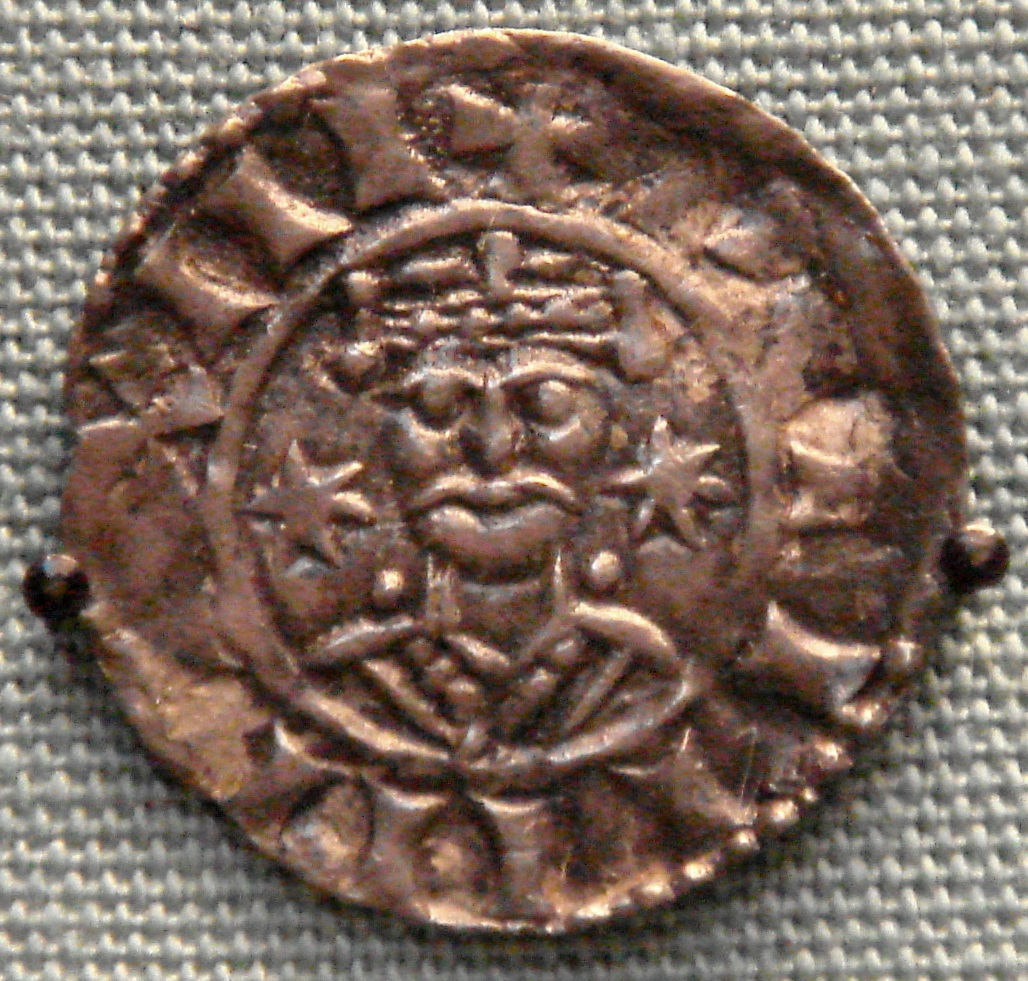
Les pièces d'argent normandes changent de modèle tous les trois ans. Ce dessin à deux étoiles (origine possible du mot sterling), émis par Guillaume le Conquérant, date de 1077-1080.

L'alliage sterling est originaire d'Europe continentale et était utilisé pour le commerce dès le XIIe siècle dans la région qui est aujourd'hui le Nord de l'Allemagne.
Une pièce d'argent sterling datant du règne d'Henry II a été utilisée comme étalon dans le Trial of the Pyx jusqu'à ce qu'elle soit déposée à la Monnaie royale en 1843. Elle porte le cachet royal « ENRI. REX » (Roi Henri) mais celui-ci a été ajouté plus tard, sous le règne d'Henri III. La première définition juridique de l'argent sterling est apparue en 1275, lorsqu'une loi d'Édouard Ier a précisé que 12 onces troy d'argent pour la frappe de la monnaie devaient contenir 11 onces 2 1⁄4 pennyweights (en) d'argent et 17 3⁄4 pennyweights d'alliage, avec 20 pennyweights par once troy, c'est-à-dire environ 926 millièmes ou 889⁄960.
Dans l'Amérique coloniale, l'argent sterling était également utilisé pour les devises et les marchandises générales. Entre 1634 et 1776, quelque 500 orfèvres ont créé dans le Nouveau Monde des objets allant de simples boucles à des cafetières rococo décorées. Bien que les orfèvres de cette époque soient généralement familiers avec tous les métaux précieux, ils travaillaient principalement en argent sterling. Les colonies n'ayant pas de bureau d'analyse à cette époque (le premier sera créé en 1814), les orfèvres américains se conformaient à la norme établie par la London Goldsmiths Company : l'argent sterling était composé de 91,5 à 92,5 % d'argent et de 8,5 à 7,5 % de cuivre. En apposant leur marque personnelle sur chacune de leurs pièces, les orfèvres coloniaux s'appuyaient sur leur propre statut pour garantir la qualité et la composition de leurs produits.
Les orfèvres coloniaux utilisaient un grand nombre des techniques développées par ceux d'Europe. Le moulage était souvent la première étape de la fabrication des pièces d'argent, car les orfèvres faisaient fondre l'argent sterling en lingots faciles à manipuler. Parfois, ils créaient de petits composants (par exemple des pieds de théière) en coulant de l'argent dans des moules en fer ou en graphite, mais il était rare qu'une pièce entière soit fabriquée par coulée. Le plus souvent, l'orfèvre forgeait un lingot pour lui donner la forme désirée, en martelant souvent l'argent aminci contre des matrices de forme spéciale pour produire en masse des formes simples comme le bout ovale d'une cuillère. Le martelage se faisait à température ambiante et, comme tout processus de formage à froid, provoquait un écrouissage de l'argent, qui devenait de plus en plus cassant et difficile à façonner. Pour rétablir l'aptitude au façonnage, l'orfèvre recuisait la pièce, c'est-à-dire qu'il la chauffait jusqu'à ce qu'elle soit rouge terne, puis la trempait dans l'eau, afin de soulager les tensions dans le matériau et de le ramener à un état plus ductile. Le martelage nécessitait plus de temps que tous les autres procédés de fabrication de l'argent et représentait donc la majorité des coûts de main-d'œuvre. Les orfèvres assemblaient ensuite les pièces pour créer des objets complexes et artistiques, en scellant les interstices avec une soudure de 80 % d'argent et de 20 % de bronze. Enfin, ils limaient et polissaient leur travail pour enlever toutes les aspérités, pour finir par une gravure et un poinçon de forgeron.
Le révolutionnaire américain Paul Revere a été considéré comme l'un des meilleurs orfèvres de cet « âge d'or de l'argent américain ». Après la guerre révolutionnaire, Revere a acquis et utilisé un laminoir d'argent provenant d'Angleterre. Non seulement le laminoir augmentait son taux de production — le martelage et l'aplatissement de l'argent prenaient la plus grande partie du temps d'un orfèvre — mais il pouvait aussi laminer et vendre de l'argent d'une épaisseur appropriée et uniforme à d'autres orfèvres. Il a mis à la retraite un riche artisan, son succès étant dû en partie à cet investissement stratégique. Bien qu'il soit célébré pour ses beaux objets creux, Revere a fait fortune principalement grâce aux produits bas de gamme produits par la manufacture, comme les couverts. Avec le début de la première révolution industrielle, l'orfèvrerie a décliné en tant que profession artistique.
De 1840 à 1940 environ, aux États-Unis et en Europe, les couverts en argent sterling sont devenus de rigueur pour dresser une bonne table. Le nombre de sociétés d'argenterie qui ont vu le jour au cours de cette période a considérablement augmenté. L'apogée de l'engouement pour l'argent se situe dans la période de 50 ans allant de 1870 à 1920. Les lignes de couverts de cette période comprenaient parfois jusqu'à 100 types de pièces différentes.

## Poinçons
Certains pays ont développé des systèmes de poinçonnage de l'argent :
- Pour indiquer la pureté de l'alliage d'argent utilisé dans la fabrication ou l'artisanat de la pièce ;
- Pour identifier l'orfèvre ou l'entreprise qui a fabriqué la pièce ;
- Pour noter la date, l'artisan et/ou le lieu de fabrication ;
- Pour réduire le nombre de contrefaçons d'articles en argent.